# Hevel Eilot
Le conseil régional d'Hevel Eilot, en hébreu : מועצה אזורית חבל אילות, est situé au sud du Néguev, dans le district sud, à proximité de la ville d'Eilat en Israël. Sa population s'élève, en 2016, à 3 756 habitants.

## Liste des communautés
- Be'er Ora (en)
- Eilot
- Elifaz
- Grofit
- Ketura (en)
- Lotan (en)
- Neot Smadar (en)
- Neve Harif (en)
- Samar
- Shaharut (en)
- Yahel (en)
- Yotvata

## Source de la traduction
- (en) Cet article est partiellement ou en totalité issu de l’article de Wikipédia en anglais intitulé « Hevel Eilot Regional Council » (voir la liste des auteurs).